# می‌خواهم در قلب شما باشم
می‌خواهم در قلب شما باشم (به هندی: Rehnaa Hai Terre Dil Mein) فیلمی است محصول سال ۲۰۰۱ و به کارگردانی گوتام منون است. در این فیلم بازیگرانی همچون رانگاناتان مدهوان، دیا میرزا، سیف علی خان، وراجش هیجری، طناز ایرانی، انوپم کهیر ایفای نقش کرده‌اند.